# Martwy farciarz
Martwy farciarz (ang. Waking Ned) – brytyjski film komediowy z 1998 roku według scenariusza i w reżyserii Kirka Jonesa. W Australii i Ameryce Północnej obraz nosił tytuł Waking Ned Devine.

## Fabuła
Dwóch kombinatorów spiskuje, aby otrzymać nagrodę z loterii. Pojawia się okazja, kiedy emeryt Ned Devine umiera chwilę po wygraniu jackpota. Jackie (Ian Bannen) i Michael (David Kelly) wpadają na pomysł, aby podszyć się pod tego mężczyznę, aby odebrać siedem milionów funtów nagrody. Po niedługim czasie cała wioska jest zaangażowana w kłamstwo, aby zdobyć pieniądze.

## Produkcja
Film kręcono na Wyspie Man w miejscowości Cregneash, jednak w filmie wioska nazywa się Tulaigh Mhór, co jest fikcyjną nazwą wymyśloną na potrzeby filmu.

## Obsada
W filmie zagrali:
- Ian Bannen jako Jackie O'Shea
- David Kelly jako Michael O'Sullivan
- Fionnula Flanagan jako Annie O'Shea
- Susan Lynch jako Maggie O'Toole
- James Nesbitt jako Pig Finn
- Adrian Robinson jako Lotto Observer
- Maura O'Malley jako Mrs. Kennedy
- Robert Hickey jako Maurice O'Toole
- Paddy Ward jako Brendy O'Toole
- James Ryland jako Dennis Fitzgerald
- Fintan McKeown jako Pat Mulligan
- Eileen Dromey jako Lizzy Quinn
- Kitty Fitzgerald jako Kitty
- Dermot Kerrigan jako Father Patrick
- Jimmy Keogh jako Ned Devine
- Jill Foster jako Car Hire Lady
- Brendan Dempsey jako Jim Kelly
- Paul Vaughan jako Narrator

## Odbiór
Film otrzymał generalnie pozytywne oceny. W serwisie Metacritic otrzymał ocenę 71/100 po uwzględnieniu 21 recenzji. W agregatorze ocen Rotten Tomatoes film otrzymał wynik 84/100 na podstawie 61 recenzji ze średnią oceną 7/10.

### Nagrody
| Nagroda                           | Kategoria                                                                                                   | Nominacja                                                              | Rezultat  | Źródło |
| --------------------------------- | --- | ---------------------------------------------------------------------- | --------- | ------ |
| Złoty Satelita                    | Najlepszy aktor w filmie komediowym lub musicalu                                                            | Ian Bannen                                                             | Wygrana   | [ 6 ]  |
| Złoty Satelita                    | Najlepszy aktor w filmie komediowym lub musicalu                                                            | David Kelly                                                            | Wygrana   | [ 6 ]  |
| Złoty Satelita                    | Najlepszy film komediowy lub musical                                                                        | Martwy farciarz                                                        | Nominacja | [ 6 ]  |
| Nagroda Gildii Aktorów Ekranowych | Najlepszy filmowy zespół aktorski                                                                           | David Kelly, Fionnula Flanagan, Ian Bannen, James Nesbitt, Susan Lynch | Nominacja | [ 7 ]  |
| Nagroda Gildii Aktorów Ekranowych | Najlepszy aktor w roli drugoplanowej                                                                        | David Kelly                                                            | Nominacja | [ 7 ]  |
| BAFTA                             | Nagroda Brytyjskiej Akademii Filmowej za najlepszy debiut brytyjskiego scenarzysty, reżysera lub producenta | Kirk Jones                                                             | Nominacja |        |